# Campandré-Valcongrain
Campandré-Valcongrain är en kommun i departementet Calvados i regionen Normandie i norra Frankrike. Kommunen ligger i kantonen Villers-Bocage som ligger i arrondissementet Caen. År 2018 hade Campandré-Valcongrain 90 invånare.

## Befolkningsutveckling
Antalet invånare i kommunen Campandré-Valcongrain
Referens: INSEE